# أسلوت
أسلوت  هي إحدى القرى اللبنانية من قرى قضاء زغرتا في محافظة الشمال.